# Grandchamps-des-Fontaines
Grandchamp-des-Fontaines é uma comuna francesa na região administrativa da Pays de la Loire, no departamento de Loire-Atlantique. Estende-se por uma área de 33,87 km². Em 2010 a comuna tinha 6 294 habitantes (densidade: 185,8 hab./km²).